# Culex beta
Culex beta är en tvåvingeart som beskrevs av Seguy 1924. Culex beta ingår i släktet Culex och familjen stickmyggor.
Artens utbredningsområde är Algeriet. Inga underarter finns listade i Catalogue of Life.